# Petit-Lanaye
Petit-Lanaye (en néerlandais: Klein-Ternaaien en limbourgois: Klein-Ternejje) est un hameau de la commune belge de Visé située en Région wallonne dans la province de Liège. 
Avant la fusion des communes de 1977, Petit-Lanaye faisait partie de la commune de Lanaye.

## Situation
Petit-Lanaye se trouve le long (côté ouest) du Canal de Lanaye qui fait communiquer le Canal Albert à la Meuse via les écluses de Lanaye situées plus au sud. Le hameau a la particularité d'occuper l'extrême nord de la province de Liège, jouxtant la frontière néerlandaise près de Maastricht et de la région flamande (commune de Riemst). Petit-Lanaye est aussi la localité la plus septentrionale de la région wallonne avec la latitude de 50° 48' 43" au nord du hameau, près de l'ancienne douane aujourd'hui transformée en maison.

## Description
Petit-Lanaye est un hameau-rue étirant ses habitations dans un axe nord-sud (rue Collinet) entre le canal et les parois abruptes et crayeuses du Thier de Caster, site naturel repris sur la liste du patrimoine immobilier classé de Visé. Toutes les habitations de la rue Collinet se trouvent du côté ouest, au pied du Thier de Caster. Deux petites rues se raccordent à la rue Collinet en direction du canal : la rue Hufkens et la rue L'Ilal du nom de la presqu'île se trouvant sur la rive opposée de la Meuse. La localité compte une trentaine d'habitations.
Une chapelle en briques possède en façade un portail en ogive, une grande surface vitrée formée de 18 carreaux placée sous une niche abritant une statue. Elle est surmontée d'une croix en pierre de taille et comprend un clocheton carré.

## Histoire
À l'époque précédant l'Union douanière , Petit-Lanaye était un important poste frontière avec non seulement un bureau de douane, dernière halte avant les pays-Bas pour le trafic sur le canal et la route entre Liège et Maastricht mais aussi de nombreux cafés. Les bateliers qui naviguaient sur l’ancien canal Liège-Maastricht devaient parfois patienter des heures durant au bureau de douane situé ici.

## Thier de Caster
Les maisons de Petit-Lanaye sont adossées à une falaise de tuffeau. Au-dessus de ce versant se trouve le Thier de Caster, une zone naturelle protégée au titre du Patrimoine immobilier exceptionnel, également en raison des carrières souterraines de tuffeau qui remontent au Moyen Âge, comme la Carrière de Caster, la Carrière de Lanaye Supérieur et la Carrière de Lanaye Inférieure. Cette réserve naturelle fait partie du Plateau de Caster, qui est également protégé du côté flamand. Du côté wallon, le Ferme de Caster  du Château de Caster démoli se trouve toujours sur le territoire de Petit-Lanaye.

## Personnalité liée à la localité
- Marcel Lagasse, peintre paysagiste, est né à Petit-Lanaye le 1er janvier 1880.